# Décès en 895
Décès
- 891
- 892
- 893
- 894
- 895
- 896
- 897
- 898
- 899

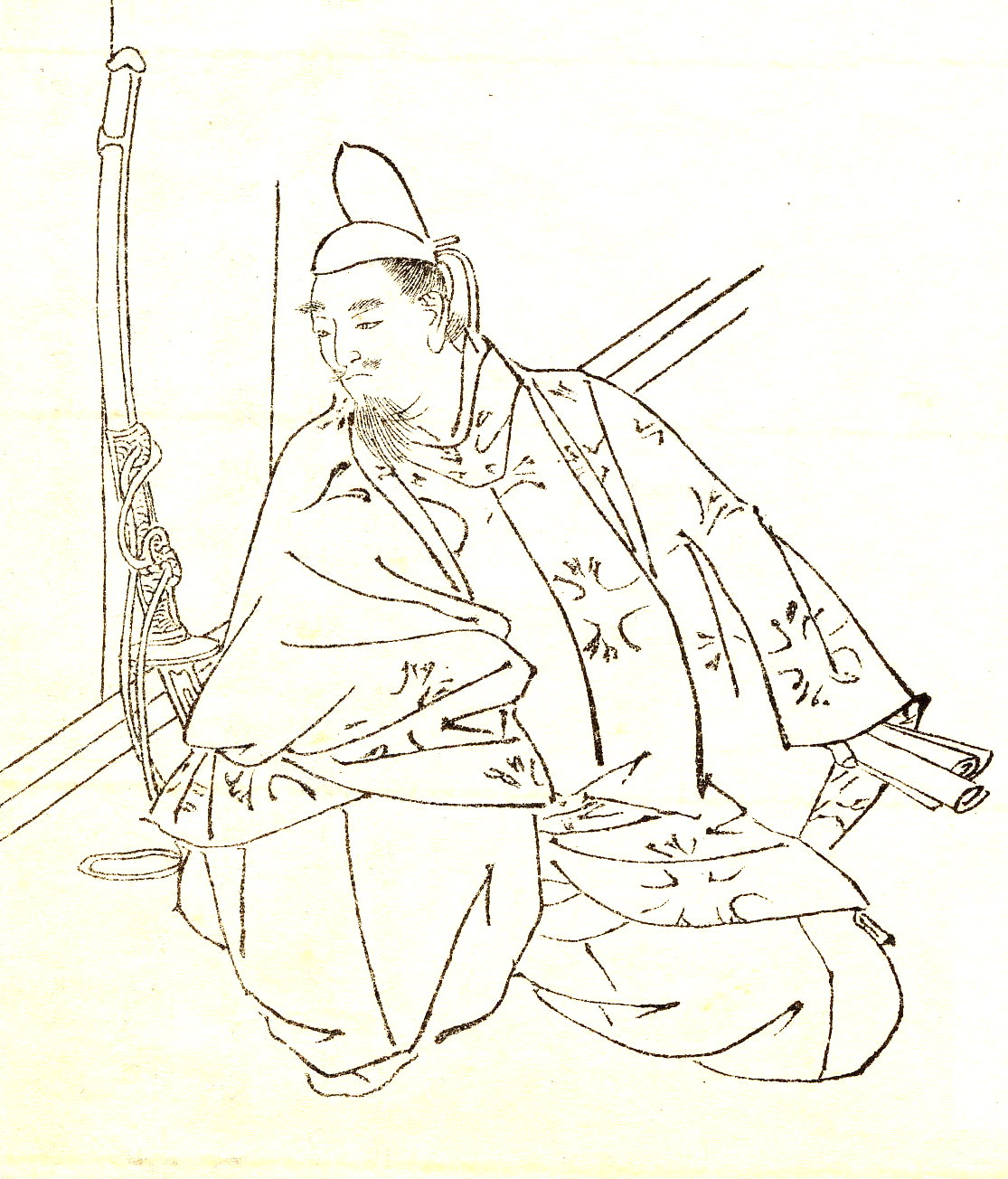
Fujiwara no Yasunori mort en 895.

Cette page dresse une liste de personnalités mortes au cours de l'année 895 :
- 23 mai : Fujiwara no Yasunori, noble de cour japonais kugyō et administrateur du début de l'époque de Heian.
- 4 juillet : Aurélien, archevêque de Lyon.
- 24 août : Gothfrith d'York, souverain du  Royaume viking d'York en Northumbrie.

- Álmos (en), prince hongrois, père d'Arpad.
- Minamoto no Tōru, poète et homme politique de l'époque de Heian.

## Crédit d'auteurs
- Cet article est partiellement ou en totalité issu de l'article intitulé « 895 » (voir la liste des auteurs).